# Lester Oliveros
Pour les articles homonymes, voir Oliveros.
Lester Jesus Oliveros Blanco (né le 28 mai 1988 à Maracay, Aragua, Venezuela) est un lanceur de relève droitier des Ligues majeures de baseball jouant avec les Twins du Minnesota.

## Carrière
Lester Oliveros joue son premier match dans le baseball majeur le 1er juillet 2011 avec les Tigers de Detroit, alors qu'il lance une manche en relève sans accorder de point aux Giants de San Francisco. Après neuf matchs joués pour les Tigers, il passe aux Twins du Minnesota le 16 août dans l'échange qui envoie Delmon Young à Détroit. Oliveros complète l'année avec une moyenne de points mérités de 4,64 en 21 manches et un tiers lancées en 19 parties pour les Tigers et les Twins.
Il ne joue qu'un match pour les Twins en 2012 et, après une saison 2013 perdue à la suite d'une opération de type Tommy John, il revient pour 7 rencontres en 2014.